# ویلتشر
ویلتشر (به انگلیسی: Wiltshire) یک شهرستان در ناحیه جنوب غربی انگلستان است با مساحتی در حدود ۳٬۴۸۵ کیلومتر مربع. ویلتشر یک شهرستان محصور در خشکی است. 
این شهرستان با شهرستان‌های دورست، سامرست، همپشر، گلاسترشر، آکسفوردشر و برکشر مرز مشترک دارد. مرکز پیشین این شهرستان، ویلتون بود اما از سال ۱۹۳۰ به تروبریج منتقل شد. سویندون یکی از دو ناحیه شهرستان ویلتشر است که محدوده‌ی آن در نقشه زیر با شماره ۲ نشان داده شده‌است.

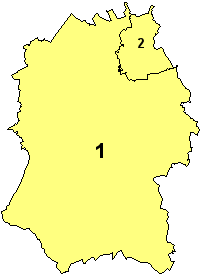